# Tour de Düren
O Tour de Düren (oficialmente: Rund um Düren) é uma competição de ciclismo alemã disputada em Düren na Renania do Norte-Westfalia.
Criada em 1950, fez parte do UCI Europe Tour desde 2005 até 2010, em categoria 1.2.

## Palmarés
| Ano  | Vencedor             | Segundo                 | Terceiro            |
| ---- | -------------------- | ----------------------- | ------------------- |
| 1950 | Willi Meurer         |                         |                     |
| 1951 | Horst Tüller         |                         |                     |
| 1952 | Albert Mussfeld      |                         |                     |
| 1953 | Herbert Ebbers       |                         |                     |
| 1954 | Hans Junkermann      |                         |                     |
| 1955 | Horst Backat         |                         |                     |
| 1956 | Hans Schramm         |                         |                     |
| 1957 | Herbert Wallenborn   |                         |                     |
| 1958 | Hans Schramm         |                         |                     |
| 1959 | Herbert Blochj       |                         |                     |
| 1960 | Ludwig Troche        |                         |                     |
| 1961 | Günter Mendyka       |                         |                     |
| 1962 | Mike Coupe           |                         |                     |
| 1963 | Heinz Rüschoff       |                         |                     |
| 1964 | Burkhard Ebert       |                         |                     |
| 1965 | Ulrich Schönell      |                         |                     |
| 1966 | Werner Ertel         |                         |                     |
| 1967 | Ortwin Czarnowski    |                         |                     |
| 1968 | Johannes Knab        |                         |                     |
| 1969 | George Varras        |                         |                     |
| 1970 | Burkhard Ebert       |                         |                     |
| 1971 | Grégoire van Moer    |                         |                     |
| 1972 | Wilfried Trott       |                         |                     |
| 1973 | Willy Govaerts       | Alfred Docks            | Günther Schumacher  |
| 1974 | Sven-Erik Bjerg      | Gregor Braun            | Vaclav Helekal      |
| 1975 | Mattias Buckx        | André De Wolf           | Wilfried Trott      |
| 1976 | Alfred Docks         | Mathieu Dohmen          | Joop Ribbers        |
| 1977 | Daniel Willems       | Detlef Kurzweg          | Bernhard Maiss      |
| 1978 | Uwe Bolten           | Johannès Potrykus       | Hans Michalsky      |
| 1979 | Wilfried Trott       | Rudi Zalfen             | Dieter Burkhardt    |
| 1980 | Wilfried Trott       | Werner Blaudzun         | Ivor Jacobsen       |
| 1981 | Janusz Bienek        | Johannès Potrykus       | H. Kargl            |
| 1982 | Não disputada        |                         |                     |
| 1983 | Peter Hilse          | P. Schaden              | Hartmut Bölts       |
| 1984 | Thomas Freienstein   | Rolf Gölz               | Hans Knauer         |
| 1985 | Thomas Freienstein   | Jörgfried Schleicher    | Werner Stauff       |
| 1986 | Remig Stumpf         | Roland Günther          | Andreas Kappes      |
| 1987 | Uwe Messerschmidt    | Andreas Klaus           | Werner Stauff       |
| 1988 | Werner Wüller        | Andreas Klaus           | Tim Pahnenrich      |
| 1989 | Mieczyslaw Mazurek   | Edward Karczmarczyk     | Arjan Vincke        |
| 1990 | Patrick Rasch        | Rober van de Vin        | Erik Dekker         |
| 1991 | Johan Buurmeyer      | Rafael Hennes           | Erik Dekker         |
| 1992 | Eric van der Heide   | Johnny Bijkerk          | Erik Cent           |
| 1993 | Pyotr Koshelenko     | Igor Dzyuba             | Andrei Jermelovich  |
| 1994 | Rik Claeys           | Michel Vincent          | Jürgen Rodenbeck    |
| 1995 | Lutz Lehmann         | Stephan Schruff         | Sascha Henrix       |
| 1996 | Eric De Clercq       | Jens Zemke              | Steffen Rein        |
| 1997 | Sven Teutenberg      | Andreas Kappes          | Heinrich Trumheller |
| 1998 | Torsten Schmidt      | Dennis Rasmussen        | Jörg Ludewig        |
| 1999 | Allan Johansen       | Michel Vanhaecke        | Davy Delmé          |
| 2000 | Jürgen Werner        | Simone Zucchi           | Andreas Beikirch    |
| 2001 | Bjørnar Vestøl       | Danny Stam              | Lubor Tesař         |
| 2002 | Lubor Tesař          | Kurt Asle Arvesen       | Bart Voskamp        |
| 2003 | Lars Teutenberg      | Björn Schröder          | Igor Abakoumov      |
| 2004 | David Kopp           | Stefan Cohnen           | Phillip Thuaux      |
| 2005 | Robert Retschke      | Björn Papstein          | Holger Sievers      |
| 2006 | Elnathan Heizmann    | Wolfram Wiese           | René Schild         |
| 2007 | Marcel Beima         | Martin Hebík            | Konstantin Schubert |
| 2008 | Bram Schmitz         | Malaya Van Ruitenbeek   | Wout Poels          |
| 2009 | Dennis Pohl          | Geert Omloop            | Michael Schweizer   |
| 2010 | Sven Krauss          | Michael Schweizer       | Steffen Radochla    |
| 2011 | Rikke Dijkxhoorn     | Emmanuel Van Ruitenbeek | Björn Schröder      |
| 2012 | Michael Schweizer    | Maurits Lammertink      | Andreas Stauff      |
| 2013 | Geert van der Weijst | Alexander Darville      | Tim Klessa          |
| 2014 | Dylan Groenewegen    | Remco te Brake          | Phil Bauhaus        |
| 2015 | Silvio Herklotz      | Nils Politt             | Heinrich Berger     |
| 2016 | Jan Brockhoff        | Philipp Zwingenberger   | Konrad Geßner       |
| 2017 | Leon Rohde           | Konrad Geßner           | Christopher Hatz    |
| 2018 | Jonas Rutsch         | Patrick Haller          | Philipp Walsleben   |
| 2019 | Robert Jägeler       | John Mandrysch          | Mika Heming         |

## Palmarés por países
| País              | Vitórias |
| ----------------- | -------- |
| Alemanha          | 37       |
| Alemanha Oriental | 9        |
| Croácia           | 9        |
| Bélgica           | 7        |
| Noruega           | 2        |
| Tchecoslováquia   | 2        |
| Áustria           | 1        |
| Dinamarca         | 1        |
| França            | 1        |